# Manuel González Cosío y Rivera
José Manuel Francisco del Sagrado Corazón de Jesús González Cosío y Rivera (Querétaro, Querétaro; 14 de abril de 1915-Miguel Hidalgo, Ciudad de México; 5 de febrero de 2003), aunque erróneamente conocido como Manuel González Cosío Díaz, fue un químico y político mexicano que se desempeñó como gobernador de Querétaro entre el 1 de octubre de 1961 y el 30 de septiembre de 1967.

## Biografía

### Primeros años
Nació en la Ciudad de Querétaro 14 de abril de 1915, proveniente de una familia adinerada y siendo nieto de Francisco González de Cosío, quien también fue gobernador del mismo estado a fines del siglo XIX bajo la presidencia de Porfirio Díaz.

SIENDO hijo de Carlos González de Cosío y Marroquín y Luz María Rivera y Oñate, nací en el número 14 de la calle de Arteaga, en esta ciudad de Querétaro, el 14 de abril de 1915, cuando el General Obregón derrotó a Villa en Celaya.

Querétaro con la Memoria de Sus Gobernantes, 1939-1956

### Trayectoria política
Manuel González estudió química en la UNAM y fue presidente de la Federación Estudiantil Universitaria del Distrito Federal en 1934. Desempeñó varios cargos en la Secretaría de Agricultura en los años cuarenta y cincuenta, llegando a ser Director de Zonas Desérticas y secretario general del sindicato de trabajadores de tal secretaría. Fue elegido diputado federal en 1949, senador en 1952 y gobernador en 1961.
En su sexenio creó el Consejo Económico del Estado y se otorgaron concesiones y facilidades a diversas empresas para construir sus plantas en el estado. La capital queretana llegó a cien mil habitantes por lo que se ampliaron y alargaron las avenidas Corregidora, Ezequiel Montes, Zaragoza y otras; además se urbanizaron los fraccionamientos Cimatario, del Valle, Las Rosas y Álamos. También se construyó el Hospital General y el Tecnológico de Querétaro (inaugurado en la siguiente administración). En los municipios, se construyeron los Centros de Salud Rurales.
En el último año de su administración hubo dos fiestas nacionales por hechos ocurridos en Querétaro: el cincuentenario de la Constitución de 1917 y el centenario del triunfo de la república sobre la intervención francesa en 1867. Para tales celebraciones fueron creadas la Plaza de la Constitución (en el lugar del anterior Mercado Escobedo) y la explanada y monumento a Benito Juárez en la cima del Cerro de las Campanas, ambas inauguradas por el presidente Díaz Ordaz el 5 de febrero y 15 de mayo de 1967 respectivamente.
Después de ser gobernador, Manuel González laboró en empresas privadas. En 1976 fue nuevamente electo senador, cargo que desempeñó por corto tiempo pues fue nombrado director de la Compañía Nacional de Subsistencias Populares, (Conasupo), por el presidente López Portillo.